# Conacri (região)
Conacri (Conakry) é uma região da Guiné. Sua capital é a cidade de Conacri. Possui 450 quilômetros quadrados e segundo censo de 2014, havia 1 660 973 pessoas.